# Ika Freudenberg
Ika Freudenberg (właśc. Frederike Freudenberg) (ur. 25 marca 1858 w Raubach k. Koblencji, zm. 9 stycznia 1912 w Monachium) – przywódczyni umiarkowanego ruchu sufrażystek w Niemczech i działaczka społeczna.
W 1894, mając 36 lat, założyła wraz z towarzyszką Sophie Goudstikker monachijskie Verein für Fraueninteressen, którego była przewodniczącą do 1912. Do sympatyków towarzystwa należeli Rainer Maria Rilke oraz Ernst von Wolzogen. Jej następczynią była Luise Kiesselbach.
Działając na terenie Bawarii i w Monachium, założyła punkt pomocy prawnej i kierowała placówką informacyjną ds. opieki społecznej i zatrudnienia kobiet, co na przełomie XIX i XX w. było bardzo dużym osiągnięciem. Pisała publikacje poświęcone obronie praw kobiet oraz pisma programowe ruchu sufrażystek, np. "Die Frau und die Kultur des öffentlichen Lebens" z 1912 ("Kobieta a kultura życia publicznego"), "Grundsätze und Forderungen der Frauenbewegung" z 1912 ("Założenia i żądania ruchu kobiecego"), "Die Frau und die Politik" z 1908 (Kobieta i polityka").